# Protéome
Le protéome est l'ensemble des protéines exprimées dans une cellule, une partie d'une cellule (membranes, organites)  ou un groupe de cellules (organe, organisme, groupe d'organismes) dans des conditions données et à un moment donné.

## Histoire du mot
Ce terme d'origine anglo-saxonne a été inventé en 1994 par Mark Wilkins de l'Université Macquarie de Sydney. Il provient de la contraction de protéine et génome car le protéome est aux protéines ce que le génome est pour les gènes. Alors que les gènes codent des instructions, les protéines les exécutent pour assurer le fonctionnement cellulaire.

## Dynamique
Le protéome est de nature dynamique : à la différence du génome qui est plus ou moins stable dans les cellules d'un organisme, le protéome varie temporellement et spatialement, selon les réponses de l’organisme à son environnement ou à des stimuli internes (hormonaux et chronobiologiques par exemple), ou en réponse à certains polluants (métaux lourds par exemple)
La taille et la complexité du protéome est plus importante que celle du génome car un gène peut coder plusieurs protéines. Ceci est dû à des modifications de la maturation des ARNm (molécules intermédiaires de la traduction, entre le génome et le protéome), mais aussi à des modifications post-traductionnelles des protéines comme les phosphorylations et les glycosylations.
L'étude du protéome, la protéomique, permet une meilleure compréhension du fonctionnement cellulaire à partir de l'expression protéique dans un contexte global. Ces études sont souvent basées sur l'utilisation de spectromètres de masse qui permet de connaître toutes les protéines présentes à un instant donné dans un échantillon.

## Protéome sombre

### Protéines de conformation moléculaire inconnue
Le terme  protéome sombre (en) est utilisé pour décrire l'ensemble des protéines dont la structure 3D n'a pas été observée ni par modélisation d'homologie ni par caractérisation expérimentale dans l'univers des protéines. Cette notion rejoint celle de la « matière noire » de la protéomique résultant de l'épissage alternatif.
Perdigão et ses collègues ont analysé les protéines jamais observées par détermination de leur structure expérimentale et inaccessibles à la modélisation par homologie. Pour 546 000 protéines Swiss-Prot, ils ont constaté que 44-54 % du protéome des eucaryotes ou des virus était sombre, contre seulement ~14 % chez les archées et les bactéries. Étonnamment, la plupart du protéome sombre ne pouvait pas être déterminé par des explications classiques, comme les régions transmembranaires ou de désordre intrinsèque. Près de la moitié du protéome « noir » est caractérisé par des protéines sombres, dans lesquelles la séquence complète ne ressemblait à aucune structure connue. Les protéines sombres possèdent une grande variété de fonctions, mais un sous-ensemble a révélé des caractéristiques différentes et imprévues, comme l’association avec la sécrétion, les tissus spécifiques, le réticulum endoplasmique, la liaison disulfure et le clivage protéolytique.

### Microprotéines traduites des ncORF
Le terme protéome sombre s'applique aussi aux microprotéine ou peptides traduits des cadres de lecture ouverts non canoniques (ncORF). Les implications biomédicales de ce protéome sombre sont à élucider notamment vis-à-vis des cancers,,.